# Sílvia Munt

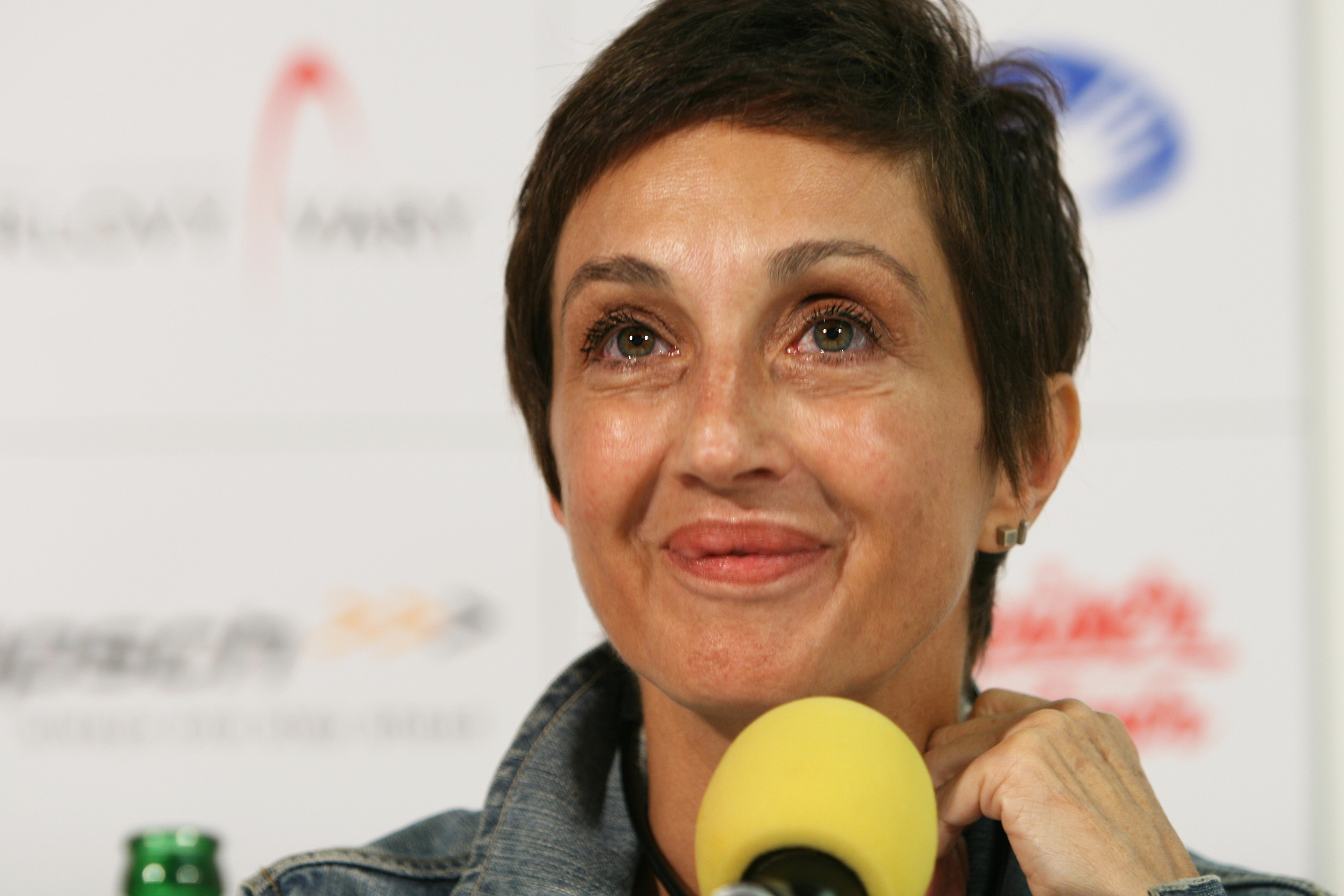
Sílvia Munt

Sílvia Munt Quevedo (* 24. März 1957 in Barcelona) ist eine spanische Schauspielerin, Drehbuchautorin und Regisseurin.
Munt wirkte als Schauspielerin in mehr als 60 Kino- und Fernsehfilmen und Fernsehserien mit und führte bei mehreren Fernseh- und Dokumentarfilmen Regie. 1992 wurde sie für ihre Rolle in Schmetterlingsflügel (Alas de mariposa) mit dem Goya als beste Hauptdarstellerin ausgezeichnet. Ihr Film Lalia wurde 2000 bei der 14. Goya-Verleihung zum besten Dokumentarkurzfilm gekürt. 2004 erhielt sie den Civis Medienpreis in der Kategorie Unterhaltung für Les filles de Mohamed, 2019 den Gaudí-Preis in der Kategorie Fernsehfilm für Vida privada.